# Observatoire Dudley
L'observatoire Dudley est un observatoire astronomique situé à Albany, État de New York, aux États-Unis, avant d'être relocalisé à Schenectady dans le même État. L'observatoire a signé une charte de financement le 11 février 1852 avec le Sénat de l'État de New York puis avec l'Assemblée de l'État de New York le 3 avril 1852. Alors que Dudley ne sert plus d'observatoire opérationnel, il reste l'institution non universitaire la plus âgée de la recherche astronomique en Amérique.
Bien que Dudley ne fasse pas partie de l'Union College, il est membre du regroupement d'institutions que compose l'Union University. Parmi les autres établissements, il est possible de citer l'Albany College de Pharmacie, l'Albany Law School, l'Albany Medical College et le Graduate College de l'Union University.
L'observatoire Dudley a fonctionné sur deux sites d'observation depuis sa fondation. La construction du premier site débuta en 1852, il se situait sur un promontoire au nord-est du centre-ville d'Albany qui était localement connu sous le nom de « Colline de la chèvre ». Alors qu'il n'était pas encore finalisé, le bâtiment fut consacré le 28 août 1856 par le discours inaugural d'Edward Everett. Au cours des années 1890, le trafic ferroviaire autour du bâtiment atteignait un tel point que les vibrations perturbaient les instruments astronomiques. Le bâtiment original fut vendu à la ville d'Albany, et de nouveaux locaux furent achetés sur les terres d'Albany Alms-House.
Après la Seconde Guerre mondiale, le site de Dudley s'est détourné de son observatoire pour se consacrer à des travaux de recherche en lien avec la conquête spatiale. Suivant cette nouvelle orientation, le deuxième observatoire fut vendu au centre médical d'Albany en 1963 et un immeuble de bureaux fut acheté au 100 Fuller Road, près de l'Université à Albany. Ces mouvements ont duré jusqu'à la fin de la conquête spatiale dès lors qu'ont cessé les financements des institutions telle la NASA. Le bureau de Fuller Road fut loué à l'Université en 1976. L'Observatoire a ensuite enduré plusieurs déménagements, pour se relocaliser dans un bureau du bâtiment Schaffer Heights à Schenectady.
L'observatoire a cessé son implication directe dans la recherche pour se constituer en Fondation pour la Recherche et l'Éducation. En 2013, l'administration générale et les collections de l'observatoire ont été transférées au Muséum de l'Innovation et des Sciences de Schenectady.
L'observatoire Dudley est nommé d'après Charles E. Dudley d'Albany, ancien sénateur des États-Unis (1828-1833) et membre de l'Albany Regency. Dudley a vécu dans l'État de New York, et est décédé en 1841. Sa veuve Blandina (Bleeker) Dudle fit don à l'observatoire Dudley à sa mort.